# Ataman
Ataman (varijante: otaman, wataman, vataman; ruski: атаман, ukrajinski: отоман) titula je koja označuje glavara, vođu, predvodnika kod Kozaka i hajdamakija. U Ruskome Carstvu pojam je označivao službenu titulu koju su nosili vrhovni vojni zapovjednici kozačkih vojski. Ukrajinska inačica iste riječi je hetman. Kod Ukrajinskih kozaka otaman bila je pozicija nižega čina.

## Etimologija
Etimologija riječi ataman i hetman jesporna. Postoji nekoliko etimološki neovisnih riječi germanskoga i turkijskoga podrijetla za naizgled srodne riječi koje se odnose za isti pojam. Oblik hetman srodan je s njemačkim Hauptmann (prevedeno: predvodnik) putem češkoga ili poljskoga kao i nekoliko drugih titula. ruski oblik ataman najvjerojatnije je povezan sa staroruskome riječju vatamanŭ koja je srodna s turkijskim odoman (Otomanski Turci). Izraz ataman također je mogao imati jezičnu povezanost s poljskim hetman i njemačkim Hauptmann.
Riječ je vjerojatnije turkijskoga podrijetla, značeći otac konjanika. Tijekom određenih razdoblja, uglavnom povezanih s djelovanjem Poljsko-Litavske Unije, vrhovni vođa Ukrajinskih kozaka zvao se hetman. Oblik ataman češći je u kasnijim ruskima razdobljima te pod tim oblikom je prisutna u ruskome, turskome i tatarskome jeziku.

## Otamani u Ukrajini i Rusiji
Otamane su uglavnom birala vijeća kozačke družine ili su bili imenovani, pogotovo tijekom vojnih pohoda. Imenovani otamani nazivali su se nakaznij otamani (наказний отаман).
U Zaporoškoj Republici, vođe nekozačkih vojnih odreda, poput topništva, također su zvani otamani. U Zaporoškoj Republici titula se koristila za upravne svrhe, poput titule gorodovij otaman (городовий отаман) koja je označavala poglavara grada. Kasnije su takve upotrebe za upravne svrhe usvojili kubanjski Kozaci te je titula bila česta u Kubanskoj oblasti s nekoliko inačica. 
Postoji nekoliko tipova otmana:
- Vijskovnij otaman (військовий отаман), izvršni službenik u Zaporoškoj Republici
- Pohidnij otamanan (похідний отаман)
- Košovij otaman (кошовий отаман)
- Kurinjij otaman (курінний отаман), zapovjednik kurinja
- Sotenjij otaman (сотенний отаман') i gorodovij otaman (городовий отаман) bili su sotnikovi (satnikovi) „poručnici”. Te titule su u Zaporoškoj Republici uvedene u 17. stoljeću s osavulom (осавул), tj. pobočnikom, i horunžijem (хорунжий), tj. barjakterom, koji je pomagao sotniku u upravnima poslovima.
- Siljskij otaman (сільський отаман), upravni čin u 17. i 18. stoljeću.
- Okružnij otaman (окружний отаман), upravitelj okruga
- Staničnij otaman (станичний отаман), upravitelj stanice
- Hutirskij otaman (хутірський отаман), upravitelj hutira

Otamani su bili zapovjednici općih i pukovnijskih topničkih jedinica, volonterskih vojnih formacija i Žoldačke konjice.

## U 20. stoljeću
U Ruskome građanskome ratu atamani bile su titule vrhovnih vođa raznih kozačkih vojski.
Kada je Ukrajina proglasila neovisnost od Ruskoga Carstva 1918. godine, čin je poprimio drugačije značenje. Među Ukrajinskima sičovima strijelcima (njemački: Ukrainische Sitschower Schützen, ukrajinski: Українські cічові стрільці) i Ukrajinskom Galicijskom Armijom (ukrajinski: Українська Галицька Армія) bio je jednak činu bojnika. U Ukrajinskoj Narodnoj Republici bio je jednak činu generala. Golovnij otaman (головний отаман) bio je general Oružanih snaga Ukrajine kojem su pomagali njegovi zamjenici, nakaznij otamani.
Zapovjednik vojske Ukrajinske Narodne republike, osobito Symon Vasyljovyč Petljura nosio je titulu golovnoga otamana.

## Vanjske poveznice
- Атаман // Энциклопедический словарь Брокгауза и Ефрона : в 86 т. (82 т. и 4 доп.). — СПб., 1890—1907.
- Атаман // Большая советская энциклопедия : в 66 т. (65 т. и 1 доп.) / гл. ред. О. Ю. Шмидт. — М. : Советская энциклопедия, 1926—1947.